# San-Giovanni-di-Moriani
 San-Giovanni-di-Moriani  là một xã ở tỉnh Haute-Corse trên đảo Corse, Pháp. Xã này có diện tích 10,19 km², dân số năm 1999 là 85 người. Khu vực này có độ cao trung bình 560 mét trên mực nước biển.